# جيغانتوبيثيكوس
جيغانتوبيثيكوس(الاسم العلمي: Gigantopethicus) أو القردة الضخمة هو جنس منقرض من القردة كان موجودا في الفترة من 9 ملايين سنة إلى 100 ألف سنة مضت.

## التصنيف

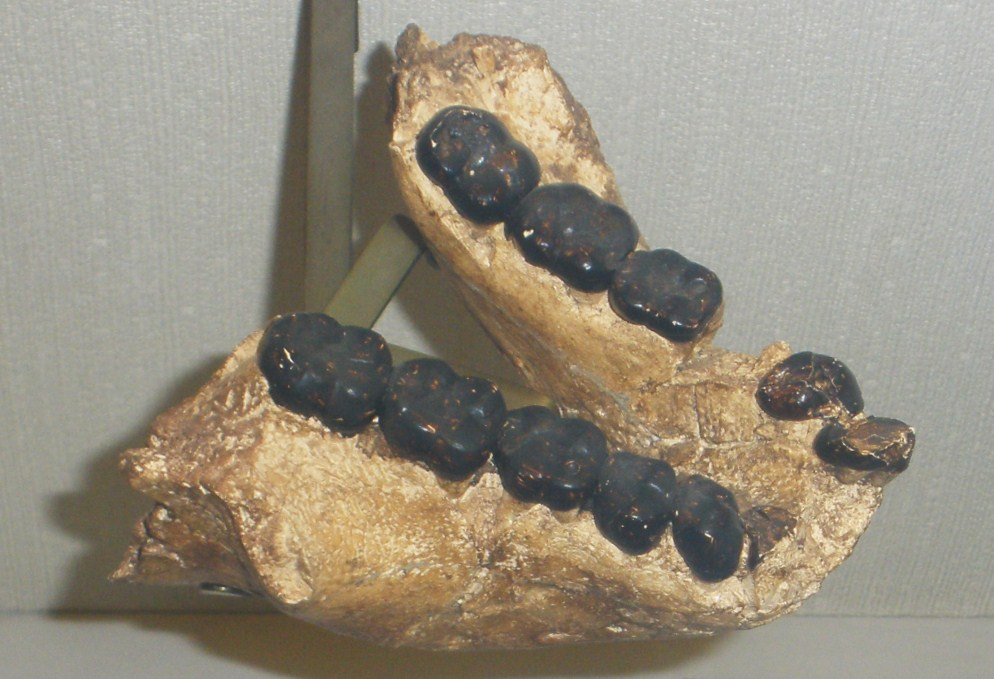
الفك السفلي لج. بيلاسبورينسيس

أول من كتب عن الجيغانتوبيثيكوس كان عالم الإنسان الألماني الهولندي فون كونيغسفالد في 1935 عندما عثر على مستحاثة ضرس في إحدى صيدليات الطب الصيني في هونغ كونغ، فافترض وجود هذا الكائن وأطلق عليه هذا الاسم. اكتشفت بعد ذلك مستحاثات أخرى في أماكن أخرى؛ فاكتشفت مستحاثات أسنان وعظام فك سفلي لنوع جيغانتوبيثيكوس بلاكي في كهف ليوتشنغ في ليوشو، الصين، بالإضافة إلى مستحاثات أخرى في عدة أماكن بالهند وفيتنام. هذه الاكتشافات ترجح أن أماكن انتشار الجيغانتوبيثيكوس كانت في جنوب شرق آسيا.
حاليا يوجد ثلاث أنواع مسماة من الجيغانتوبيثيكوس: ج. بلاكي، وج. بيلاسبورينسيس، وج. جيغانتيوس.
في 1955 وجدت 47 سن ج.بلاكي بين مجموعة عظام أخرى في الصين، ومع تتبع أصل هذه الأسنان كشف عدد من الأسنان بالإضافة إلى عظمة فك سفلي كاملة، وبحلول 1958 كان قد اكتشف أكثر من 1300 سن و 3 عظام فك سفلي. جاءت هذه البقايا من أماكن في خوبي وقوانغشي وسيتشوان؛ من صيدليات الطب الصيني ورواسب الكهوف. وكانت المستحاثات المكتشفة في خوبي أحدث في العمر وأكبر في الأسنان من باقي المستحاثات المكتشفة في باقي الصين.
في 1962 اقترح عالم الإنسان والأحياء القديمة دونغ تيتشن أن الجيغانتوبيثيكوس له عدد من الصفات المميزة الخاصة به؛ ولذا فإن له فرع مستقل بالكامل في شجرة نسب الرئيسيات، كما اعتبر الجيغانتوبيثيكوس فردا في فُصيلة جديدة تسمى البنجيدات، جاعلا الجيغانتوبيثيكوس نوعها النمطي.
في 2014 اكتشفت للمرة الأولى مستحاثة أسنان وفك سفلي لج. بلاكي في جاوة الوسطى بإندونيسيا.
في الماضي، كان يعتقد أن ج.بلاكي مرتبط ارتباطا وثيقا بأشباه البشر، وتحديدا أسترالوبيثكس، وينظر إلى ذلك الآن على أنه نتيجة للتطور التقاربي. هو مصنف الآن في أسرة البنجيدات مع إنسان الغاب. وجدت مستحاثات ج. بلاكي، والتي كانت عبارة عن أسنان وفك سفلي، في كهوف في جنوب الصين وفيتنام. أظهرت وسائل التأريخ أن ج. بلاكي كان متواجدا منذ مليون سنة على الأقل وانقرض منذ 100 ألف سنة مضت، بعد أن عاصر الإنسان العاقل الحديث، وتعايش مع الإنسان المنتصب السابق للإنسان العاقل.
عاش نوع ج. بيلاسبورينسيس من 6 إلى 9 ملايين سنة مضت في العصر الميوسيني، وله علاقة بج. بلاكي. اكتشفت بعض مستحاثات أسنان وعظام فك سفلي له بالهند.
كان نوع ج. جيغانتيوس متواجدا منذ 5 ملايين سنة تقريبا قبل ج. بلاكي. اكتشفت مستحاثات أسنان هذا النوع في شمال نانينغ في قوانغشي.

## الوصف
استنادا على الدليل الأحفوري للجيغانتوبيثيكوس، يعتقد أن الذكر البالغ من نوع ج. بلاكي يبلغ طوله 3 م (9.8 قدم) ووزنه 540–600 كـغ (1,190–1,320 رطل)؛ وهو ما يجعل هذا النوع أثقل وزنا من الغوريلا 3 إلى 4 مرات، ومن إنسان الغاب 7 إلى 8 مرات. كان النوع مثنوي الشكل الجنسي بشكل كبير؛ حيث بلغت الأنثى البالغة نصف حجم الذكر الباغ تقريبا.
بسبب الاختلافات الكبيرة بين الأنواع في العلاقة بين حجم الأسنان والجسم، فقد رجح البعض أن ج. بلاكي الذكر البالغ كان أصغر من ذلك بكثير، بطول 1.8–2 م (5.9–6.6 قدم) تقريبا ووزن 180–300 كـغ (400–660 رطل).

## الانقراض
انقرض الجيغانتوبيثيكوس منذ حوالي 100 ألف سنة بسبب التغيرات المناخية خلال العصر الحديث الأقرب؛ حيث تغير النبات من غابات إلى سافانا، ونقص إلإمداد الغذائي بالفاكهة. لم يكن الجيغانتوبيثيكوس يتغذى على الحشائش والجذور والأوراق التي كانت مصادر الطعام السائدة في مناطق السافانا.